# Cwetelina Penkowa
Cwetelina Marinowa Penkowa, bułg. Цветелина Маринова Пенкова (ur. 19 lutego 1988 w Sofii) – bułgarska ekonomistka i polityk, posłanka do Parlamentu Europejskiego IX i X kadencji.

## Życiorys
Ukończyła zarządzanie przedsiębiorstwem na Uniwersytecie Środkowoeuropejskim w Budapeszcie, a także studia ekonomiczne na Uniwersytecie Bocconiego. Magisterium z gospodarki finansowej uzyskała na Uniwersytecie Oksfordzkim. W 2014 podjęła pracę w dziale bankowości inwestycyjnej w Royal Bank of Scotland. Została wiceprzewodniczącą organizacji Milenium Kłub Byłgarija, zrzeszającej młodych Bułgarów pracujących poza granicami kraju. Dołączyła też do stołecznego oddziału Bułgarskiej Partii Socjalistycznej. W wyborach w 2019 z listy tego ugrupowania uzyskała mandat eurodeputowanej IX kadencji. Z powodzeniem ubiegała się o reelekcję w 2024.